# Cathy Pill
Cathy Pill (Antwerpen, 1981) is een Belgische modeontwerpster.
Ze behaalde met grote onderscheiding haar diploma aan de Brusselse modeacademie La Cambre in 2005. 
Al snel behaalde ze prijzen met haar ontwerpen, zoals in 2003 la Collection de l’Année au concours It’s-Two in Trieste, 
in 2005 twee prijzen van la Fondation Pierre Bergé et Yves Saint-Laurent et de la maison de Mode Yves Saint-Laurent aux concours Andam en France, ook in 2005, de Fabio Inghirami en Italie en de Prix Modo Bruxellae in België.
In 2007 stond ze al naast grote namen als Dior en Chanel op de affiche van de Parijse modeweek. Lovende kritiek kreeg ze onder meer van het modeblad Vogue en de krant International Herald Tribune.
Cathy Pill wordt vooral geroemd om haar sterke grafische prints die zij speciaal voor haar kleding ontwerpt en die digitaal gedrukt worden.
Na stages bij Vivienne Westwood en A.F. Vandevorst begon ze een eerste collectie in 2006. Het was een bewuste keuze om een collectie exclusieve haute couture te ontwerpen, om meer visibiliteit in de mode te verkrijgen. Ondertussen is haar label al verkrijgbaar in Frankrijk, Japan, Oostenrijk, Koeweit, Canada, Hong Kong, Spanje, en natuurlijk haar geboorteland België.